# 988 Appella
A 988 Appella (ideiglenes jelöléssel 1922 MT) a Naprendszer kisbolygóövében található aszteroida. Benyiamin Zsehovszkij fedezte fel 1922. november 10-én, Algírban.